# Gilles De Bilde
Gilles De Bilde (Zellik, 9 juni 1971), bijgenaamd Ket, is een Belgisch voormalig betaald voetballer en huidig analist uit het Pajottenland. De Bilde speelde van 1989 tot 2008 als aanvaller voor onder meer SC Eendracht Aalst, RSC Anderlecht, PSV en Sheffield Wednesday. Hij kwam 25 keer uit voor de Rode Duivels. Met België nam hij deel aan Euro 2000 in Nederland en België.
De Bilde won in januari 1995 verrassend de Gouden Schoen. Hij is tot op heden de enige speler van Eendracht Aalst die de trofee in de wacht kon slepen.

## Carrière

### Jeugd
Gilles De Bilde groeide op in het Breughelpark in Zellik. Hij was de zoon van Jean De Bilde en Annie Van Den Bulcke. Zijn moeder baatte een krantenwinkel uit, zijn vader had een taxibedrijf. De Bilde vulde zijn jeugd met straatvoetballen, samen met de plaatselijke allochtone jongeren.
In 1981 sloot De Bilde zich aan bij voetbalclub Zellik Sport. Midden jaren 80 probeerde hij het even bij de jeugd van RSC Anderlecht, maar na een jaar keerde hij terug naar Zellik Sport. In 1989 haalde amateurclub HO Merchtem hem weg bij Zellik Sport. De club speelde toen in Vierde Klasse.

### Eendracht Aalst
Bij de bescheiden vierdeklasser Merchtem maakte De Bilde indruk. Met zijn snelheid en uitstekende techniek zorgde hij regelmatig voor doelpunten. Dat ontging ook tweedeklasser Eendracht Aalst niet. De Oost-Vlaamse club haalde de 21-jarige De Bilde naar Aalst. Hij kwam er terecht in een getalenteerd elftal onder leiding van debuterend trainer Jan Ceulemans. Naast De Bilde kon Eendracht Aalst in die periode ook rekenen op spelers als Edi Krnčević, Peter Van Wambeke, Godwin Okpara, Harold Meyssen, Leo Van der Elst en Yves Vanderhaeghe. In zijn eerste seizoen werd De Bilde met Aalst vierde in de competitie.
Een jaar later werd Eendracht Aalst opnieuw vierde, maar ditmaal kon het via de eindronde de promotie naar Eerste Klasse afdwingen. De Bilde was de absolute uitblinker bij Aalst, de jonge aanvaller scoorde 16 doelpunten en werd topschutter in Tweede klasse. Ook zijn eerste seizoen op het hoogste niveau ging niet onopgemerkt voorbij. De Bilde werd voor de eerste keer geselecteerd voor de nationale ploeg, scoorde in totaal 21 doelpunten (één goal minder dan topschutter Aurelio Vidmar) en veroverde in januari 1995 de Gouden Schoen. De seizoensrevelatie versloeg in het referendum van de Belgische Gouden Schoen topfavoriet Lorenzo Staelens, die achteraf teleurgesteld afdroop. De Bilde was de eerste speler die de Belgische Gouden Schoen won na slechts 6 maanden in de Eerste klasse.

### RSC Anderlecht
In de zomer van 1995 trok De Bilde, net als Geert De Vlieger en Glen De Boeck, naar RSC Anderlecht. Paars-wit betaalde 80 miljoen BEF (zo'n €2 miljoen) voor de jonge aanvaller. Dankzij de blessure van Josip Weber kreeg De Bilde veel speelkansen van trainer Johan Boskamp. In zijn eerste seizoen was hij goed voor 15 doelpunten en werd hij samen met Johnny Bosman topschutter van het team.

#### Krist Porte
In het seizoen 1996/97 liep het echter mis. Op 21 december 1996 nam Anderlecht het op tegen De Bildes ex-ploeg Eendracht Aalst. Terwijl Pär Zetterberg een strafschop omzette, stonden De Bilde en tegenstander Krist Porte net buiten het strafschopgebied aan elkaars truitje te trekken. De Bilde werd het beu, draaide zich om en gaf Porte een vuistslag. De speler van Aalst brak zijn neus en oogkas en scheurde zijn netvlies. Scheidsrechter Fernand Meese zag de hevig bloedende Porte liggen, maar wist niet wie de slag had uitgedeeld. De Bilde kreeg dan ook geen rode kaart. Porte diende achteraf wel een klacht in wegens mishandeling. In 2008 werd De Bilde veroordeeld tot het betalen van een boete van € 10.000, Porte had € 200.000 geëist.
De Bilde kwam door het voorval niet meer aan spelen toe en werd de kop-van-jut in de Belgische voetbalwereld. In januari 1997 bood hij tijdens het gala van de Gouden Schoen zijn verontschuldigingen aan via een videoboodschap. De voetbalbond schorste hem tot 31 maart 1997. Van Anderlecht mocht hij uitkijken naar een nieuwe club. In eerste instantie weigerde de FIFA om hem bij een andere club te laten tekenen tijdens zijn schorsing, maar uiteindelijk mocht hij toch vertrekken.

### PSV
Feyenoord toonde als eerste interesse, maar het was het PSV van trainer Dick Advocaat dat de toen in België uitgespuwde voetballer binnenhaalde. Anderlecht ontving 120 miljoen BEF (zo'n €3 miljoen) voor de aanvaller. Op 5 april 1997 maakte hij zijn debuut voor de Eindhovense club in de uitwedstrijd tegen NAC (2-2). De nieuwkomer nam in dat duel de 2-2 voor zijn rekening. In acht wedstrijden scoorde hij zeven keer. Een opmerkelijk debuut voor De Bilde, die bij PSV landgenoten Marc Degryse en Luc Nilis terugvond. De voetballer uit Zellik sloot het turbulente seizoen af als kampioen van Nederland.
In zijn tweede seizoen scoorde De Bilde net als Nilis dertien keer en veroverde hij met PSV de Johan Cruijff Schaal. In 1998 nam trainer Bobby Robson het roer over. De Bilde kreeg minder speelkansen en kwam nog amper aan scoren toe. In 1999 besloot hij andere oorden op te zoeken.

### Sheffield Wednesday
De Bilde tekende in de zomer van 1999 samen met zijn manager Vincent Mannaert een contract bij de Engelse eersteklasser Sheffield Wednesday. De club beloofde ook om de honden van De Bilde, twee Dobermanns, het land in te krijgen. Toen dat niet lukte, smokkelde De Bilde de twee huisdieren zelf Engeland binnen. Eric Geboers vloog de dieren toen met een helikopter het land in.
Sportieve successen bleven bij Sheffield uit. De club degradeerde in 2000 en De Bilde hoopte zo snel mogelijk te vertrekken. De club onderhandelde met Celta de Vigo, UD Las Palmas en Aston Villa. Maar tot een transfer kwam het nooit. In oktober 2000 leende de club hem voor drie maanden uit aan Aston Villa. Nadien keerde hij terug naar Sheffield.

### Terug naar België
Vier jaar na zijn schorsing bij Anderlecht keerde "De Ket" terug naar het Astridpark. Als een verloren zoon werd hij onthaald. In zijn eerste seizoen, onder trainer Aimé Antheunis, speelde hij regelmatig. Nadien nam Hugo Broos het roer over en belandde hij steeds vaker op de bank. 
Uiteindelijk zou De Bilde nooit landskampioen worden met Anderlecht (de Supercup in 1995 werd zijn enige trofee), hoewel hij over het algemeen een geliefde speler was bij de supporters van de Brusselse topclub. Na twee seizoenen trok hij samen met ploegmaat Bertrand Crasson transfervrij naar Lierse SK. De Bilde voetbalde er nog één seizoen en zette dan een punt achter zijn professionele carrière. Zijn laatste wedstrijd was tegen Anderlecht.
Vervolgens verhuisde De Bilde naar het Spaanse Marbella. In 2005 keerde hij terug naar België en speelde hij nog drie seizoenen voor derdeklasser KVC Willebroek-Meerhof. In 2006 miste hij een wedstrijd van Willebroek-Meerhof omdat hij rouwde om het overlijden van zijn hond.

## Statistieken
| Seizoen | Club                   | Competitie         | Wed. | Goals |
| ------- | ---------------------- | ------------------ | ---- | ----- |
| 1989/90 | HO Merchtem            | Vierde Klasse      |      |       |
| 1990/91 | HO Merchtem            | Vierde Klasse      |      |       |
| 1991/92 | HO Merchtem            | Eerste Provinciale |      |       |
| 1992/93 | SC Eendracht Aalst     | Tweede Klasse      | 23   | 3     |
| 1993/94 | SC Eendracht Aalst     | Tweede Klasse      | 30   | 16    |
| 1994/95 | SC Eendracht Aalst     | Eerste Klasse      | 31   | 21    |
| 1995/96 | RSC Anderlecht         | Eerste Klasse      | 28   | 15    |
| 1996/97 | RSC Anderlecht         | Eerste Klasse      | 18   | 7     |
| 1996/97 | PSV                    | Eredivisie         | 8    | 7     |
| 1997/98 | PSV                    | Eredivisie         | 21   | 13    |
| 1998/99 | PSV                    | Eredivisie         | 20   | 4     |
| 1999/00 | Sheffield Wednesday FC | Premier League     | 38   | 10    |
| 2000/01 | Sheffield Wednesday FC | The Championship   | 7    | 0     |
| 2000/01 | → Aston Villa FC       | Premier League     | 4    | 0     |
| 2000/01 | Sheffield Wednesday FC | The Championship   | 14   | 3     |
| 2001/02 | RSC Anderlecht         | Eerste Klasse      | 27   | 11    |
| 2002/03 | RSC Anderlecht         | Eerste Klasse      | 16   | 3     |
| 2003/04 | Lierse SK              | Eerste Klasse      | 15   | 1     |
| 2005/06 | KVC Willebroek-Meerhof | Derde Klasse       | 12   | 2     |
| 2006/07 | KVC Willebroek-Meerhof | Derde Klasse       | 21   | 2     |
| 2007/08 | KVC Willebroek-Meerhof | Derde Klasse       | 17   | 3     |
| Totaal  |                        |                    | 350  | 121   |

## Nationale ploeg
Gilles De Bilde maakte op 16 november 1994 zijn debuut voor de Rode Duivels. Hij speelde toen nog voor SC Eendracht Aalst. Het was bondscoach Paul Van Himst die hem voor het eerst selecteerde. De Bilde mocht in zijn eerste interland, de EK-kwalificatiewedstrijd tegen Macedonië, na 69 minuten invallen voor Johan Walem. Zijn eerste goal scoorde hij net geen jaar later, in een EK-kwalificatiewedstrijd tegen Cyprus (1-1). Op 13 november 1999 scoorde hij zijn tweede en laatste doelpunt voor België. De Rode Duivels wonnen toen in een vriendschappelijk duel met 1-3 van Italië. De Bilde maakte na 6 minuten het openingsdoelpunt.
In 2000 organiseerden België en Nederland Euro 2000. De Bilde maakte deel uit van de selectie van bondscoach Robert Waseige. België vloog er in de eerste ronde uit. In de laatste wedstrijd, tegen Turkije, mocht hij na 79 minuten invallen voor Luc Nilis.
Niet veel later speelde De Bilde zijn laatste interland. Op 16 augustus speelden de Rode Duivels een vriendschappelijke wedstrijd tegen Bulgarije. De toen 29-jarige aanvaller startte in de basis, maar werd tijdens de rust vervangen door Bob Peeters.

## Mediacarrière
Gilles De Bilde was ook na zijn spelersloopbaan vaak op televisie te zien. Hij haalde de media als model van ontwerper Dirk Bikkembergs, nam in 2006 deel aan tv-programma Sterren op de Dansvloer en presenteerde in 2008 het realityprogramma Homeless World Cup. In dat laatste programma trainde hij een groepje dakloze voetballers die naar het wereldkampioenschap wilden.
De Bilde was ook het gezicht van Pinanti is Pinanti, een rubriek van het voetbalprogramma Studio 1. In 2006 presenteerde hij samen met Catherine Van Eylen het gala van de Profvoetballer van het Jaar. Verder fungeerde De Bilde ook vaak als voetbalanalist bij talloze voetbalprogramma's. De Bilde interviewde ook verscheidene (ex-)spelers van Anderlecht in dienst van de website RSCA.be.
In 2007 werd hij ambassadeur van de Vlaamse Eurogames. Hiermee werd hij een van de eerste voetballers die aangaf geen problemen te hebben met homoseksualiteit. In 2010 was hij ook een van de gezichten van de Holland-Belgium Bid, de kandidatuur van België en Nederland om het WK 2018 binnen te halen.

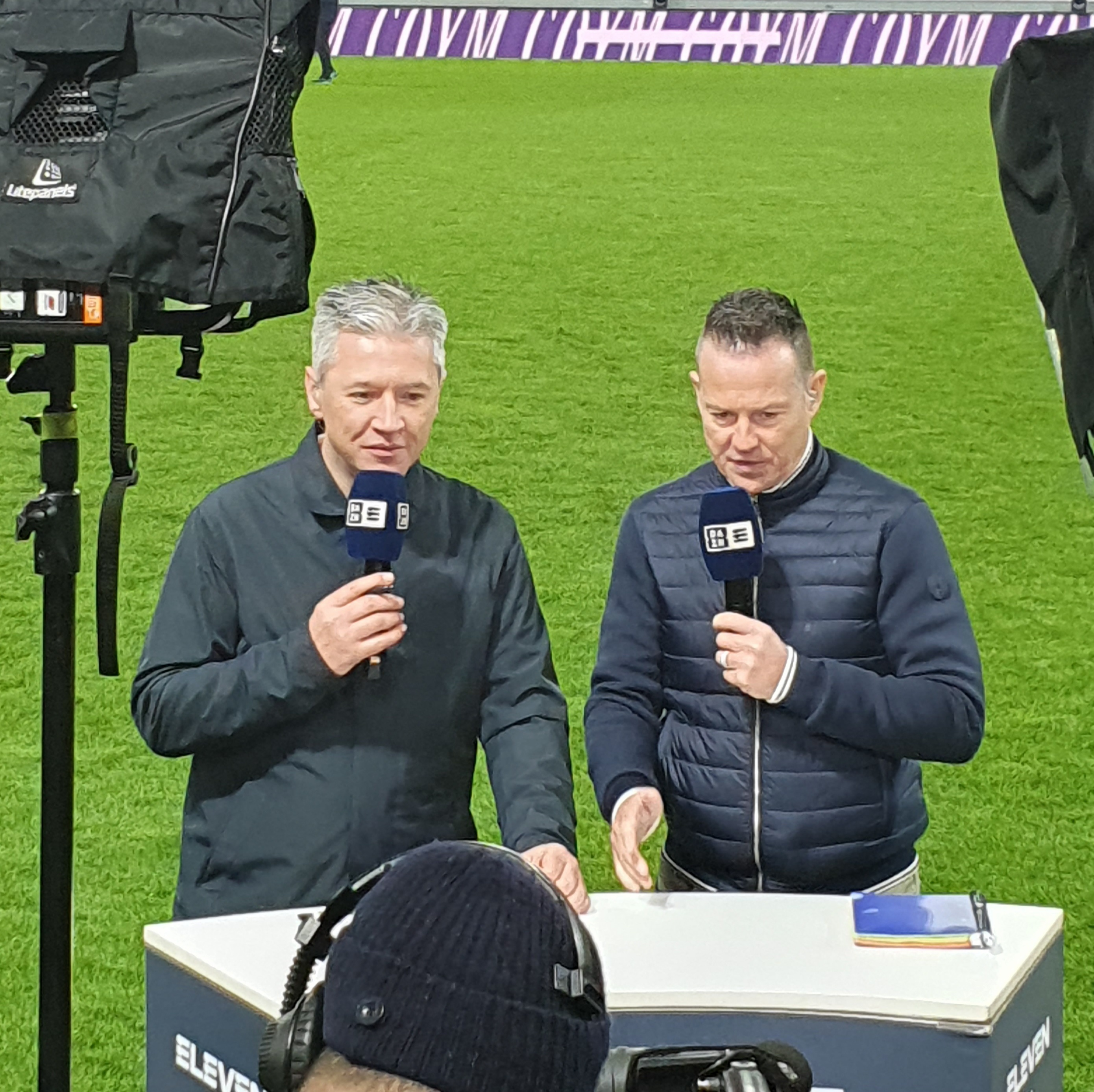
Dave Peters en Gilles De Bilde (rechts) voor Eleven Sports in 2024

Sinds 2015 is De Bilde geregeld te horen en te zien als co-commentator en analist voor Eleven Sports Network.
Op 26 januari 2023 zorgde De Bilde voor commotie tijdens de verkiezing van de Belgische Gouden Schoen toen hij zich ongeveer dertig seconden tot de verkeerde persoon richtte [waar voetbalster Sari Kees werd bedoeld]. Het moment ging meteen rond op sociale media. Een dag later kreeg De Bilde van Jacqueline Mahieux, voorzitster van KRC Genk Ladies, het verwijt dat hij zijn "huiswerk niet had gemaakt". In Het Nieuwsblad noemde men het moment een "totale miskenning van het Belgische vrouwenvoetbal".

## Privéleven
Gilles De Bilde is getrouwd en heeft drie dochters.
In februari 2011 werd De Bilde voor het gerecht gedaagd wegens geweld tegen zijn echtgenote en een van zijn dochters. De feiten vonden plaats tussen december 2009 en juni 2010. De gewezen voetballer kreeg van de correctionele rechtbank van Brussel 1 jaar met uitstel.
Het was niet de eerste keer dat De Bilde de media haalde wegens agressie. In 1995 had De Bilde een ambulancier een kopstoot gegeven toen die hem niet bij zijn zieke vader had gelaten. In 1992 deelde hij twee scoutsleiders, die zijn broer beschuldigd hadden van diefstal, ook enkele kopstoten uit. Hij kreeg toen een voorwaardelijke straf van twee jaar.

## Palmares
| Nationaal                    |    |            |
| Nederlands kampioen          | 1× | 1997       |
| Johan Cruijff Schaal         | 2× | 1997, 1998 |
| Belgische Supercup           | 1× | 1995       |
| Individueel                  |    |            |
| Gouden Schoen                | 1× | 1994       |
| Topschutter in Tweede Klasse | 1× | 1994       |